# ボリス・ヴァレホ
ボリス・ヴァレホ（ボリス・バレジョー、ボリス・バジェホ、英: Boris Vallejo(英語版)、1941年1月8日 - ）は、イラストを手掛けているペルー系アメリカ人のイラストレーターである。超リアルでエロティックなイラストが特徴で、1960年代より多数のSF小説やファンタジー小説の表紙を手掛けた。
映画『バーバレラ』（1968年）などSF映画のポスターのイラストも多数手掛け、1978年より刊行された月刊『スターログ』日本版でも盛んに取り上げられた彼のイラストは、その後の日本のSF作品にも大きな影響を与えた（例えば、1979年より放送が開始されたテレビアニメ『機動戦士ガンダム』に登場するロボット「ザク」は、『スターログ』日本版創刊号に掲載された『バーバレラ』のポスターを参考にしたことをメカニックデザイナーの大河原邦男は証言している）。また、1990年代のSega Genesis（北米版メガドライブ）用ゲームを中心としてゲームのパッケージも多数手掛け、1990年代の日本における、いわゆる「洋ゲー」の印象を決定づけた。

## 初期の活動
ヴァレホは、1941年1月8日にペルーのリマで生まれた。1954年に13歳で絵を描き始め、3年後の1957年に16歳で最初のイラストの仕事を得た。彼は5年間の奨学金を得て国立高等美術自治学校に通い、賞メダルを授与された。

## キャリア
1964年、23歳で米国に移住した後、『ターザン』、『英雄コナン』、『ドック・サヴェジ』などのさまざまなファンタジーのキャラクターのイラストを手掛け、すぐに人気クリエーターとなった （これらのキャラクターをフィーチャーしたペーパーバック小説を頻繁に手掛けていた）。これに続けて、映画のポスターのイラスト、広告のイラスト、そしてさまざまなコレクターズアイテム（フランクリンミント社の製品、トレーディング・カード、彫刻など）を手掛けるようになった。共同作業者のジュリー・ベルとともに、ヴァレホはカレンダーやさまざまな書籍でも彼の作品を発表している。ヴァレホの作品はフランク・フラゼッタの作品とよく比較されるが、これは、スタイル的に似ているだけでなく、いくつかのペーパーバック小説において、ヴァレホとフラゼッタが同じキャラクターで表紙を描いているからでもある。
ヴァレホが好む画材は油絵具であり、かつては写真を使用して個々の画像を組み合わせてコラージュ画像を作成するテクニックも使っていた。下描きは鉛筆またはインクのスケッチで行っており、彼のスケッチブックの絵を取り上げた『Sketchbook』というタイトルの本も出している。作品は共同作業者のジュリー・ベルと連名で、「Boris Vallejo and Julie Bell」として両者の名前が署名されている。
ヴァレホは、『ナイトライダーズ』(1981年)、『空の大怪獣Q』(1982年)、『野獣女戦士アマゾネス・クイーン』(1985年)など、数多くのファンタジー映画やアクション映画のポスターを制作した。また、コメディ作品のポスターでも、『ホリデーロード4000キロ』（1983年）、『ナショナル・ランプーンズ・ヨーロピアン・ヴァケーション』（1985年）、『絶叫屋敷へいらっしゃい』（1991年）、劇場版『アクア・ティーン・ハンガー・フォース』（2007年）などを手掛けた。これらはベルとの共同制作である。
ゲームのパッケージでは、『ドラゴンウォーズ』（ファミコン、1989年）、『Golden Axe II』（Sega Genesis、1991年）、『Phantasy Star IV』（Sega Genesis、1993年）、『Ecco: The Tides of Time』（Sega CD/Game Gear、1994年）、『Ecco the Dolphin: Defender of the Future』（Dreamcast/PlayStation 2 、2000年）などを手掛けた。
彼は1978年のターザン・カレンダーを作成した。彼の海蛇の絵は、アメリカの遊園地「ブッシュ・ガーデンズ・ウィリアムズバーグ」のジェットコースター「Loch Ness Monster」に掲げられている。

## 受賞
彼は、1979年に『The Amazon Princess and her Pet』の絵で英国幻想文学大賞の最優秀芸術家賞を受賞した。またヴァレホは、2011年にチェスリー賞の生涯芸術功労賞を、また2014年にチェスリー賞のベストプロダクトイラストレーション賞を受賞した。1978年にインクポット賞を受賞した。 

## 主な著作
- The Fantastic Art of Boris Vallejo (1980)
- Mirage (1982, reprinted 1996 and 2001)
- Enchantment. Stories By Doris Vallejo, Illustrated by Boris Vallejo (1984)
- Fantasy Art Techniques (1985)
- Ladies: Retold Tales of Goddesses and Heroines. By Boris and Doris Vallejo (1992)
- Bodies: Boris Vallejo: Photographic Art (1998)
- Dreams: The Art of Boris Vallejo (1999)
- Titans: The Heroic Visions of Boris Vallejo and Julie Bell (2000)
- Sketchbook (2001)
- Twin Visions (2002)
- Fantasy Workshop: A Practical Guide (with Julie Bell) (2003)
- Boris Vallejo and Julie Bell: The Ultimate Collection (2005)
- The Fabulous Women of Boris Vallejo and Julie Bell (2006)
- Imaginistix (2006)

## 参照
1. ↑  
Comics Buyer's Guide #1650; February 2009; page 107.
2. ↑  
Miller, John Jackson (2005年6月10日). “Comics Industry Birthdays”. Comics Buyer's Guide. 2011年2月18日時点のオリジナルよりアーカイブ。 Template:Cite webの呼び出しエラー：引数 accessdate は必須です。
3. ↑  
Boing Boing.
4. ↑  『月刊アニメージュ』、1980年5月号
5. ↑  “Boris Vallejo”. Illustration History.   Norman Rockwell Museum (2020年). 2024年1月8日閲覧。
6. ↑  Sackmann, E. Great Masters of Fantasy Art Taco 1986  p.34  ISBN 3892680086
7. ↑  “Frank Frazetta / Boris Vallejo: Who knows some similar artists” (英語). CGC Comic Book Collectors Chat Boards (2014年1月5日). 2020年8月20日閲覧。
8. ↑  Boris Vallejo Fantasy Art Techniques
9. ↑  Boris Vallejo and Julie Bell Fantasy Workshop: A Practical Guide
10. ↑  “King of the Mountain - Posterwire.com” (2007年3月5日). Template:Cite webの呼び出しエラー：引数 accessdate は必須です。
11. ↑  “British Fantasy - Prix littéraire - nooSFere”. www.noosfere.com. Template:Cite webの呼び出しエラー：引数 accessdate は必須です。
12. ↑  "Julie Bell & Boris Vallejo". Imaginstix.com. Retrieved from “Julie Bell & Boris Vallejo”. 2014年7月15日時点のオリジナルよりアーカイブ。2013年3月17日閲覧。.
13. ↑  “Award Category: 2011 Award for Lifetime Artistic Achievement (Chesley Award)”. www.isfdb.org. 2020年8月20日閲覧。
14. ↑  Gallo, Irene (2011年8月19日). “Announcing the 2011 Chesley Award Winners” (英語). Tor.com. 2020年8月20日閲覧。
15. ↑  Gallo, Irene (2014年8月15日). “Announcing the 2014 Chesley Award Winners” (英語). Tor.com. 2020年8月20日閲覧。
16. ↑  Inkpot Award